# Poursuite par équipes masculine aux Jeux olympiques d'été de 1996
Navigation
Barcelone 1992 Sydney 2000
La poursuite par équipes masculine aux Jeux de 1996 consistait en une série de duels entre des équipes de quatre cyclistes, chaque équipe partant de côtés opposés de la piste. Il y avait 16 tours à parcourir (4 kilomètres) pour rejoindre l'équipe adverse. Si aucune équipe n'était rattrapée pendant ces 16 tours, le temps du troisième coureur de chaque équipe était comptabilisé pour déterminer l'équipe gagnante.

## Résultats

### Qualifications (26 juillet)
Le tour préliminaire se dispute sur quatre kilomètres. Chaque équipe dispute seule face au chronomètre sa qualification. Les équipes ayant réalisé les huit meilleurs temps se qualifient pour les quarts de finale. Au-delà de la huitième équipe, les formations sont directement classées en fonction des temps obtenus.
| Rang | Équipe                                                                           | Temps          |
| ---- | -------------------------------------------------------------------------------- | -------------- |
| 1    | France                                                                           | 4 min 09 s 570 |
| 2    | Italie                                                                           | 4 min 09 s 695 |
| 3    | Australie                                                                        | 4 min 09 s 750 |
| 4    | Ukraine                                                                          | 4 min 11 s 545 |
| 5    | Russie                                                                           | 4 min 11 s 665 |
| 6    | États-Unis                                                                       | 4 min 11 s 950 |
| 7    | Espagne                                                                          | 4 min 12 s 780 |
| 8    | Nouvelle-Zélande                                                                 | 4 min 14 s 990 |
| 9    | Allemagne Robert Bartko Guido Fulst Danilo Hondo Heiko Szonn                     | 4 min 15 s 140 |
| 10   | Grande-Bretagne Rob Hayles Matt Illingworth Bryan Steel Chris Newton             | 4 min 15 s 510 |
| 11   | Lituanie Artūras Kasputis Remigius Lupeikis Mindaugas Umaras Arturas Trumpauskas | 4 min 16 s 050 |
| 12   | Pays-Bas Jarich Bakker Robert Slippens Richard Rozendaal Peter Schep             | 4 min 16 s 175 |
| 13   | Danemark Frederik Bertelsen Jimmi Madsen Michael Nielsen Jakob Piil              | 4 min 18 s 000 |
| 14   | Argentine Walter Pérez Edgardo Simón Gonzalo García Gabriel Curuchet             | 4 min 20 s 840 |
| 15   | Corée du Sud Jeon Dae-Heung Jeong Yeong-Hun Kim Jung-Mo No Yeong-Sik             | 4 min 25 s 215 |
| 16   | Chili José Medina Luis Fernando Sepúlveda Marco Arriagada Marcelo Arriagada      | 4 min 25 s 960 |
| 17   | Colombie Jhon Freddy García Marlon Pérez Yovani López José Velásquez             | 4 min 26 s 400 |

### Quarts de finale (26 juillet)
Lors des quarts de finale, les équipes s'affrontent sur une manche, selon les temps obtenus durant les qualifications. L'équipe la plus rapide se mesure à la huitième et ainsi de suite. Les vainqueurs se qualifient pour les demi-finales alors que les perdants sont classés selon le temps réalisé pendant ce tour.
| Série | Rang | Équipe           | Coureurs                                                               | Temps               |
| ----- | ---- | ---------------- | ---------------------------------------------------------------------- | ------------------- |
| 1     | 1    | Russie           | Eduard Gritsun Nikolai Kuznetsov Alexei Markov Anton Chantyr           | 4 min 08 s 785 (RO) |
| 1     | 2    | Ukraine          | Oleksandr Fedenko Andriy Yatsenko Sergiy Matveyev Alexandre Symonenko  | 4 min 12 s 794      |
| 2     | 1    | Australie        | Brett Aitken Stuart O'Grady Bradley McGee Dean Woods                   | 4 min 09 s 650      |
| 2     | 2    | États-Unis       | Dirk Copeland Mariano Friedick Adam Laurent Michael McCarthy           | 4 min 12 s 470      |
| 3     | 1    | Italie           | Adler Capelli Mauro Trentini Andrea Collinelli Cristiano Citton        | 4 min 09 s 215      |
| 3     | 2    | Espagne          | Juan Martínez Joan Llaneras Bernardo González Adolfo Alperi            | 4 min 11 s 310      |
| 4     | 1    | France           | Christophe Capelle Philippe Ermenault Jean-Michel Monin Francis Moreau | 4 min 08 s 965      |
| 4     | 2    | Nouvelle-Zélande | Gregory Henderson Brendon Cameron (en) Tim Carswell (en) Julian Dean   | 4 min 15 s 610      |

### Demi-finales (27 juillet)
Lors des demi-finales, les équipes s'affrontent sur une manche. Les vainqueurs se qualifient pour la finale et les perdants sont classés selon le temps réussi pendant ce tour.
| Série | Rang | Équipe    | Coureurs                                                               | Temps               |
| ----- | ---- | --------- | ---------------------------------------------------------------------- | ------------------- |
| 1     | 1    | France    | Christophe Capelle Philippe Ermenault Jean-Michel Monin Francis Moreau | 4 min 06 s 880 (RO) |
| 1     | 2    | Italie    | Adler Capelli Mauro Trentini Andrea Collinelli Cristiano Citton        | 4 min 08 s 460      |
| 2     | 1    | Russie    | Eduard Gritsun Nikolai Kuznetsov Alexei Markov Anton Chantyr           | 4 min 06 s 885      |
| 2     | 2    | Australie | Timothy O'Shannessey Stuart O'Grady Bradley McGee Dean Woods           | 4 min 07 s 570      |

### Finale (27 juillet)
Les équipes qualifiées au tour précédent se rencontrent pour le titre olympique.
| Rang | Équipe | Coureurs                                                               | Temps               |
| ---- | ------ | ---------------------------------------------------------------------- | ------------------- |
| 1    | France | Christophe Capelle Philippe Ermenault Jean-Michel Monin Francis Moreau | 4 min 05 s 930 (RO) |
| 2    | Russie | Eduard Gritsun Nikolai Kuznetsov Alexei Markov Anton Chantyr           | 4 min 07 s 730      |

### Classement final
| Rang | Équipe           |
| ---- | ---------------- |
| 1    | France           |
| 2    | Russie           |
| 3    | Australie        |
| 4    | Italie           |
| 5    | Espagne          |
| 6    | États-Unis       |
| 7    | Ukraine          |
| 8    | Nouvelle-Zélande |
| 9    | Allemagne        |
| 10   | Grande-Bretagne  |
| 11   | Lituanie         |
| 12   | Pays-Bas         |
| 13   | Danemark         |
| 14   | Argentine        |
| 15   | Corée du Sud     |
| 16   | Chili            |
| 17   | Colombie         |

## Sources
- Résultats sur sports-reference.com